# Synemosyna formica
Synemosyna formica är en spindelart som beskrevs av Nicholas Marcellus Hentz 1846. Synemosyna formica ingår i släktet Synemosyna och familjen hoppspindlar. Inga underarter finns listade i Catalogue of Life.